# Enscher Dorfbach
Der Enscher Dorfbach ist ein linker Zufluss der Mosel in Ensch, Rheinland-Pfalz.
Er hat eine Länge von 2,196 Kilometern, ein Wassereinzugsgebiet von
1,239 Quadratkilometern und die Fließgewässerkennziffer 26734.
Er entspringt im Enscher Wald auf etwa 300 m über NN in der Nähe des Zitronenkrämerkreuzes und fließt in nordöstlicher Richtung zur Mosel.